# Проспект Космонавтов (станция метро)
«Проспе́кт Космона́втов» — станция Екатеринбургского метрополитена. Конечная станция 1-й линии, расположена между депо и станцией «Уралмаш».
Станция открыта 27 апреля 1991 года в составе первого пускового участка Свердловского метрополитена «Проспект Космонавтов» — Машиностроителей.
Станция расположена на пересечении улиц Старых Большевиков и Ильича с проспектом Космонавтов. Названа по проспекту Космонавтов.

## История строительства
В мае 1982 года после предварительного водопонижения началась разработка открытым способом котлована длиной свыше 500 метров. В сентябре того же года был смонтирован козловой кран, построен душевой комбинат для рабочих.
В октябре 1983 года была смонтирована конструкция первого вестибюля станции, а в ноябре завершён монтаж вестибюля № 2. В сентябре 1984 года в левом перегонном тоннеле, связывающем соседние станции «Проспект Космонавтов» и «Уралмаш», был собран горнопроходческий щит КМ-34.
В июне 1986 года развернулись архитектурно-отделочные работы. 23 февраля 1987 года была осуществлена сбойка в левом тоннеле на перегоне до станции «Уралмаш», а в июле 1989 года — сбойка в правом тоннеле на перегоне до станции «Уралмаш». В январе 1989 года начались архитектурно-отделочные работы на пешеходном переходе № 3 станции.
Станция была принята государственной комиссией в эксплуатацию 25 апреля 1991 года, и 26 апреля состоялся первый рейс — для метростроителей.
27 апреля 1991 года было открыто пассажирское движение.
В августе 1998 года были открыты два новых наземных вестибюля на чётной (восточной) стороне проспекта Космонавтов.

## Оформление
Интерьер станции метро был спроектирован коллективом архитекторов под руководством Спартака Зиганшина.
В дизайн станции была заложена идея лидерства СССР в освоении космического пространства.
Станция богато отделана мрамором. Опорами платформы служат зеркальные хромированные колонны, спроектированные Вячеславом Бутусовым — в то время выпускником Свердловского архитектурного института — и олицетворявшие, по замыслу автора, корпуса ракет.
Путевые стены отделаны украинским лабрадоритом и мрамором Першинского месторождения чёрного цвета с белыми прожилками из кварцита, напоминающем ночное звёздное небо. Освещение выполнено в форме сопел космических кораблей. Все элементы из металла изготовил завод-шеф станции — Уралэлектротяжмаш. Рельефная композиция космонавта, мозаики и барельефы созданы художником Борисом Клочковым.

## Вестибюли и пересадки
Станция имеет два подземных вестибюля, оба выхода без эскалаторов. Северный вестибюль расположен в зоне плотной жилой застройки на проспекте Космонавтов. Южный вестибюль соединён с подземным переходом на перекрёстке улиц Фрезеровщиков/Ильича и проспекта Космонавтов. Долгое время (20 лет) это была единственная станция Свердловского метрополитена без эскалаторов, и лишь в 2011 году открылась вторая такая станция — Ботаническая.

## Техническая характеристика
- Конструкция станции — колонная трёхпролётная мелкого заложения.
- Глубина заложения — 6 метров.

## Путевое развитие
За станцией расположены два тупика и перекрёстный съезд между ними. Два тупиковых пути из четырёх, переходят в ССВ с депо «Калиновское».

## Наземный общественный транспорт
Станция имеет выходы к шести остановкам (в том числе — конечным) всех видов наземного транспорта: автобусов, троллейбусов, трамваев и маршрутных такси.
Таблица: маршруты общественного транспорта (данные на май 2020 года)
| Автобус | Автобус                                               | Автобус          | Автобус                         |
| №       | Следует к станциям метро                              | Конечный пункт 1 | Конечный пункт 2                |
| ------- | ----------------------------------------------------- | ---------------- | ------------------------------- |
| 96      | «Проспект Космонавтов», «Уралмаш»                     | УЗТМ             | Дом культуры (пос. Садовый)     |
| 96Б     | «Проспект Космонавтов», «Уралмаш»                     | УЗТМ             | Березит                         |
| 59      | «Проспект Космонавтов», «Уралмаш»                     | УЗТМ             | Окружное кладбище               |
| 103     | «Проспект Космонавтов», «Уралмаш», «Машиностроителей» | Педуниверситет   | Кедровое                        |
| 104е    | «Проспект Космонавтов», «Уралмаш»                     | УЗТМ             | Красный-2                       |
| 108     | «Проспект Космонавтов», «Уралмаш», «Машиностроителей» | Педуниверситет   | Верхняя Пышма                   |
| 111     | «Проспект Космонавтов», «Уралмаш», «Машиностроителей» | Педуниверситет   | Среднеуральск                   |
| 134     | «Проспект Космонавтов», «Уралмаш», «Машиностроителей» | Педуниверситет   | Ольховка                        |
| 142     | «Проспект Космонавтов», «Уралмаш»                     | УЗТМ             | Зелёный Бор                     |
| 159     | «Проспект Космонавтов», «Уралмаш»                     | УЗТМ             | Ж/Д станция «Красногвардейский» |
| 161     | «Проспект Космонавтов», «Уралмаш», «Машиностроителей» | Педуниверситет   | Санаторный                      |
| 223     | «Проспект Космонавтов», «Уралмаш», «Машиностроителей» | Педуниверситет   | Монастырь «Ганина Яма»          |

| Трамваи | Трамваи | Трамваи           | Трамваи                           |
| №       | Следует к станциям метро | Конечный пункт 1  | Конечный пункт 2                  |
| ------- | --- | ----------------- | --------------------------------- |
| 2       | «Проспект Космонавтов», «Машиностроителей» (остановка «Педуниверситет»), «Площадь 1905 года»                                                     | ст. Фрезеровщиков | ВИЗ                               |
| 25      | «Проспект Космонавтов», «Машиностроителей» (остановка «Педуниверситет»), «Геологическая» (остановка «Цирк»), Чкаловская (остановка «Автовокзал») | ст. Фрезеровщиков | Керамическая                      |
| 333     | «Проспект Космонавтов» | ст. Фрезеровщиков | Трамвайное кольцо (Верхняя Пышма) |

| Троллейбусы | Троллейбусы | Троллейбусы              | Троллейбусы                                        |
| №           | Следует к станциям метро | Конечный пункт 1         | Конечный пункт 2                                   |
| ----------- | --- | ------------------------ | -------------------------------------------------- |
| 3           | «Проспект Космонавтов», «Уралмаш», «Машиностроителей» (остановка «Педуниверситет»), «Уральская» (остановка «ЖД Вокзал»), «Площадь 1905 года» (остановки «Площадь Малышева» и «Рубин») | улица Коммунистическая   | улица Крауля                                       |
| 5           | «Проспект Космонавтов», «Уралмаш», «Машиностроителей» (остановка «Педуниверситет»), «Уральская» (остановка «ЖД Вокзал»)                                                               | улица Коммунистическая   | Центральный Парк Культуры и Отдыха им. Маяковского |
| 30          | «Проспект Космонавтов» | улица Ильича (кольцевой) | —                                                  |
| 32          | «Проспект Космонавтов», «Уралмаш», «Машиностроителей» (остановка «Педуниверситет») | улица Коммунистическая   | Академическая                                      |
| 33          | «Проспект Космонавтов» | улица Коммунистическая   | Педагогический университет                         |